# Ull de foc dorsiblanc
L'ull de foc dorsiblanc (Pyriglena leuconota) és una espècie d'ocell de la família dels tamnofílids (Thamnophilidae) que viu entre la malesa del bosc del sud del Brasil amazònic.